# Mortalité néonatale
La mortalité néonatale est l'ensemble des enfants nés vivants mais décédés entre la naissance et le 28e jour de vie. On distingue la « mortalité néonatale précoce », pour les décès durant la première semaine, de la « mortalité néonatale tardive », pour ceux des trois semaines suivantes.
Son calcul se fait en comptant le nombre de décès d'enfants âgés de moins de 28 jours enregistrés durant une année donnée pour 1 000 naissances vivantes : taux de mortalité néonatale.
À distinguer de la mortalité périnatale qui comprend les mort-nés. 

## Comparaison intra-européenne
En 2024, selon la Cour des comptes, la France se situe au 22e rang sur 34 pays européens en termes de mortalité néonatale. Celle-ci atteint 2,7 ‰ et s’accroît depuis 2012,.